# Pasmo Kruszelnicy
Pasmo Kruszelnicy – pasmo górskie w północno-zachodniej części Pogórza Przemyskiego, którego najwyższym szczytem jest góra Kruszelnica (500 m n.p.m.).

## Topografia
Pasmo otacza z trzech stron wieś Dylągowa. Główny grzbiet początkowo wznosi się na linii z północnego zachodu na południowy wschód, przebiegając przez bezimienny szczyt 451 m n.p.m., dochodząc do jego kulminacji, góry Kruszelnica. Na południe od niej znajduje się  Przełęcz Kruszelnicka (401 m n.p.m.), oddzielając od niej górę Jawornik Dolny (456 m n.p.m.).
Na płd.-wch. od Kruszelnicy od głównego grzbietu odgałęzia się grzbiet z kulminacją Kamień Mały (463 m n.p.m.). Z kolei główne pasmo odbiega od Kruszelnicy w kierunku płn.-wch., przebiegając przez górujący nad wsią Piątkowa szczyt Łubienka (449 m n.p.m.), bezimienny szczyt 410 m n.p.m., oraz szczyt Góra Iskańska (382 m n.p.m.). Następnie pasmo stromo opada ku dolinie Sanu na południe od Dubiecka.

## Opis
Pasmo jest w znacznej części zalesione, włącznie z głównymi szczytami, mimo to występują miejscami łąki, mokradła (okolice szczytu 410 m n.p.m.).

## Szlaki turystyczne
Niebieski szlak turystyczny Rzeszów – Grybów na odcinku Dynów – Dylągowa – Kruszelnica – Piątkowa
 Trzy ścieżki tożsamości – środowisko, historia, kultura (okolice  Łubienki).